# Памятник первой учительнице (Ростов-на-Дону)
Памятник учительнице — бронзовый монумент, который был установлен 1 сентября 2012 года по улице Красноармейской в Ростове-на Дону вблизи школы № 78. Один из скульпторов, который принимал участие в работе над проектом — Сергей Олешня.

## История
В День Знаний 1 сентября 2012 года в непосредственной близости от школы № 78 по улице Красноармейской в Ростове-на-Дону была установлена бронзовая скульптура первой учительнице. Учительница по замыслу скульпторов была изображена не одна, а вместе с первоклассниками — мальчиком и девочкой — которые спешат на свой первый урок.

Памятник зимой 2018 года

Над их головами располагается арка, которая символизирует важную роль в жизни педагогов — они первыми встречают детей в школе, а затем на их плечах лежит ответственная миссия — подготовить их к взрослой самостоятельной жизни вне стен школы. Работа длилась полгода, одним из авторов скульптуры стал действительный член Российской академии художеств Сергей Олешня. На его счету создание многих современных скульптур, которые установлены в Ростове-на-Дону — он создал памятник императрице Елизавете Петровне и памятник водопроводу.
Высота скульптуры составляет 3,5 метра. На торжественном открытии памятника присутствовали вице-губернатор Ростовской области Сергей Горбань и мэр города Михаил Чернышев.